# بلا هیتکوت
ایزابلا «بلا» هیثکوت (به انگلیسی: Bella Heathcote) (زادهٔ ۲۷ مه ۱۹۸۷) هنرپیشه اهل استرالیا است. او بیشتر برای ایفای نقش ویکتوریا وینترز در فیلم سایه‌های سیاه، جین بنت در غرور و تعصب و زامبی‌ها، نیکول دورمر در مجموعه تلویزیونی مهیج مردی درهای کسل و الیو برن در پروفسور مارستون و زنان شگفت‌انگیز شناخته شده‌است.

## فیلم‌شناسی
| نام فیلم                         | سال  | نقش             |
| -------------------------------- | ---- | --------------- |
| اکولایتز                         | ۲۰۰۸ | پترا            |
| گلن اون دادز                     | ۲۰۱۰ | جولی            |
| زیرا تپه ۶۰                      | ۲۰۱۰ | مارجوری ودل     |
| در زمان                          | ۲۰۱۱ | میشل ویس        |
| سایه‌های سیاه                     | ۲۰۱۲ | ویکتوریا وینترز |
| محو نشدن                         | ۲۰۱۲ | گریس دیتس       |
| بازنویسی                         | ۲۰۱۴ | کارن            |
| نفرین داونرز گروو                | ۲۰۱۵ | کریسی           |
| غرور و تعصب و زامبی‌ها            | ۲۰۱۶ | جین بنت         |
| شیطان نئونی                      | ۲۰۱۶ | جی‌جی            |
| پنجاه طیف تاریک‌تر                | ۲۰۱۷ | لیلا ویلیامز    |
| پروفسور مارستون و زنان شگفت‌انگیز | ۲۰۱۷ | الیو برن        |
| شکوفه                            | ۲۰۱۸ | جوانی لوریس     |
| یادگار                           | ۲۰۲۰ |                 |

## جوایز
| سال  | جایزه                | دسته‌بندی                          | نتیجه |
| ---- | -------------------- | --------------------------------- | ----- |
| ۲۰۱۰ | استرالیایی‌ها در فیلم | دومین جایزه بورسیه تحصیلی هیث لجر | برنده |